# Lahrer Fussball Verein 03 e.V.
Lahrer Fussball Verein 03 e.V. é uma agremiação esportiva alemã, fundada em 1903, sediada em Lahr, em Baden-Württemberg.
Conforme as equipes formadas por jovens, a associação esportiva foi criada juntamente com o SpVgg Lahr 1926 para formar o SG Lahr.
Criado em 1926, o SpVgg Lahr 1926 foi um clube trabalhista. Após a chegada ao poder dos nazistas, em 1933, a agremiação foi obrigada a paralisar suas atividades. A retomada só ocorreria em 1946 com a criação do Sportfreunde Lahr. Em 1950, os clubes retomaram sua independência.

## História
O clube foi fundado em 1903 sob a apelação 1. FC Lahr. Em 1911, ocorreu uma fusão com o Alemannia Lahr para formar o Lahrer FV. Na temporada 1939-1940 participa da Gauliga Baden, uma das dezesseis divisões de elite criadas por ordem dos nazistas que haviam tomado o poder em 1933.
Em 1945, o clube foi dissolvido pelos aliados, como todas as associações alemãs, de acordo com a Diretiva n° 23. Porém, foi rapidamente reconstituído sob a denominação Sporfreunde Lahr. Além do Lahrer FV, o SpVgg Lahr 1926 e o FV Dinglingen participaram da união que evoluiu até 1950. Posteriormente, cada um retomou sua vida separadamente.
Sob o nome Sportfreunde Lahr, chegou à Oberliga Südwest na temporada 1949-1950. No final da temporada, os times situados no Baden foram transferidos para as competições da Süddeutscher Fußball-Verband (SFV), assim na Oberliga Süd.
Já com a denominação Lahrer FV 03, em 1950, a equipe joga a 1. Amateurliga Südbaden. Em 1972, sagrou-se campeão, o que lhe deu acesso ao Campeonato Amador Alemão, o qual chegou às quartas de final, eliminado pelo FSV Frankfurt, que seria o vencedor.
Durante os anos 1980, o clube afunda nas ligas inferiores. Em 1989, inicia sua retomada com a promoção à Kreisliga A. Em 1991, chega à Bezirksliga. Quatro anos mais tarde, acessa à Landesliga. 
Em 1997, o Lahrer FV 03 celebra sua ascensão à Verbandsliga Südbaden, naquela época o quinto nível da hierarquia do futebol alemão. Dois anos mais tarde, sofre o descenso à Landesliga Südbaden.
Na temporada 2010-2011, o Lahrer FV 03 chegou à Landesliga Südbaden, Grupo 1, a sétima divisão da Alemanha.

## Títulos
- Landesliga Südbaden
  - Campeão: 1997;